# 奇泳目
奇泳目（学名：Aeschronectida）是一类已灭绝的类似于虾蛄的甲壳类动物，生活在密西西比纪的蒙大拿州。